# Yao Aziawonou
Yao Kaka Aziawonou (Lomé, 1979. november 30.  – ) togói válogatott labdarúgó. 

## Pályafutása

### Klubcsapatban
Pályafutását 1996-ban kezdte az Étoile Filante csapatában. 1997 és 1998 között Franciaországban a Nantes játékosa volt. 1998-tól 2015-ig Svájcban játszott. Tagja volt többek között a Sion, a Wangen bei Olten, a Basel, a Thun, a Servette, a Young Boys, a Luzern, a Winterthur, a Granchen és a Concordia Basel csapatának. 

### A válogatottban
1995 és 2010 között 34 alkalommal szerepelt a togói válogatottban és 1 gólt szerzett. Részt vett a 2000-es és a 2006-os afrikai nemzetek kupáján, illetve a 2006-os világbajnokságon, ahol Dél-Korea ellen csereként, míg Franciaország ellen kezdőként lépett pályára. A Svájc elleni csoportmérkőzésen nem kapott lehetőséget.